# Apostelleuchter

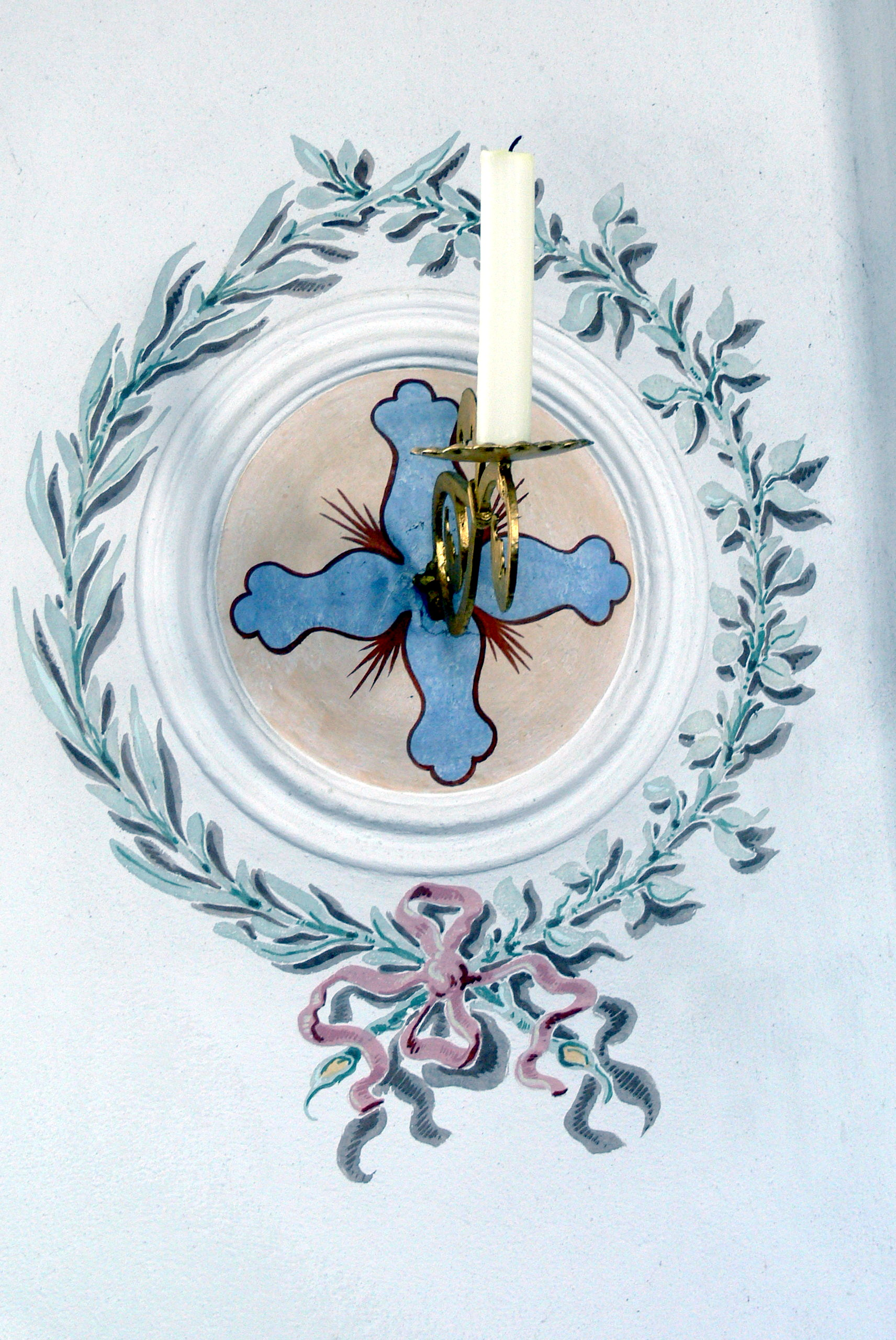
Apostelleuchter an einem gemalten Weihekreuz in der Friedhofskapelle Sankt Anna in Ellmau (Tirol)

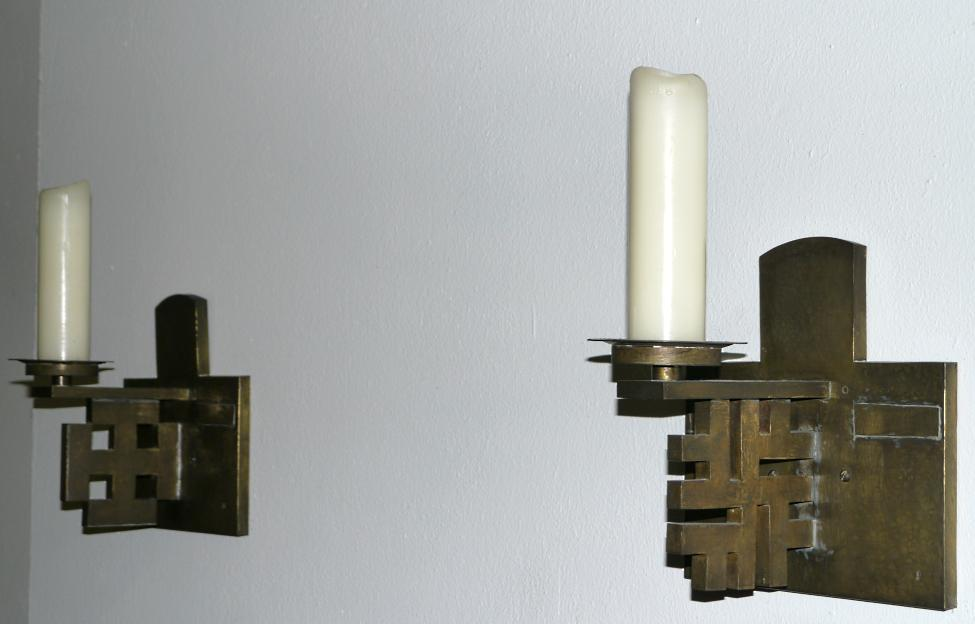
Zwei Apostelleuchter aus Bronze in der Pfarrkirche Mater Dolorosa in Berlin-Lankwitz

Apostelleuchter sind zwölf an den Innenwänden der römisch-katholischen Pfarrkirchen angebrachte meist mit Kreuzen versehene Leuchter. Sie markieren neben den Weihekreuzen die Stellen, an denen bei der  Kirchweihe die Wände der Kirche gesalbt werden.
Zum Ritus der Kirchweihe einer Kirche durch den Bischof gehört es, dass neben dem Altar auch  traditionell zwölf Stellen (heute manchmal nur vier Stellen) an den Kircheninnenwänden mit Chrisam gesalbt werden. Diese Stellen werden meist mit einem Weihekreuz, auch Apostelkreuz genannt, gekennzeichnet. In vielen Kirchen sind bei den Weihekreuzen die Apostelleuchter angebracht. Die Zwölfzahl nimmt Bezug auf die Apostel, die vor den Menschen leuchten und die Lehren des Evangeliums verbreiten: „So soll euer Licht vor den Menschen leuchten, damit sie eure guten Werke sehen und euren Vater im Himmel preisen.“ (Mt 5,16 )
Die Kerzen in den Apostelleuchtern werden im Allgemeinen an Hochfesten und vor allem am Weihetag der Kirche angezündet. Bei der Einrichtung des Kirchenraumes soll darauf geachtet werden, dass Kreuzwegstationen und Apostelleuchter nicht in räumlicher Nähe zueinander angebracht werden.